# 한 여자와 두 남자
《한 여자와 두 남자》(The More The Merrier)는 미국에서 제작된 조지 스티븐스 감독의 1943년 코미디, 멜로/로맨스 영화이다. 진 아서 등이 주연으로 출연하였고 조지 스티븐스 등이 제작에 참여하였다. 컬럼비아 픽처스가 제2차 세계 대전 중 특히 워싱턴 DC에서 주택 부족 현상을 풍자하기 위해 제작하였다.
이 영화는 1966년 뛰지말고 걸어라(Walk, Don't Run)라는 제목으로 리메이크되었다.

## 출연

### 주연
- 진 아서
- 조엘 맥크리어
- 찰스 코번

### 조연
- 리처드 게인스
- 브루스 베네트
- 프랭크 설리
- 클라이드 필모아
- 스탠리 클레멘츠

## 제작진
- 협력프로듀서 : 프레드 귀올